# Cmentarz wojenny nr 187 – Lichwin
Cmentarz wojenny nr 187 – Lichwin – austriacki cmentarz z I wojny światowej w Lichwinie, województwie małopolskim, powiecie tarnowskim, w gminie Pleśna. Jeden z ponad 400 zachodniogalicyjskich cmentarzy wojennych zbudowanych przez Oddział Grobów Wojennych C. i K. Komendantury Wojskowej w Krakowie. W VI okręgu tarnowskim cmentarzy tych jest 63.

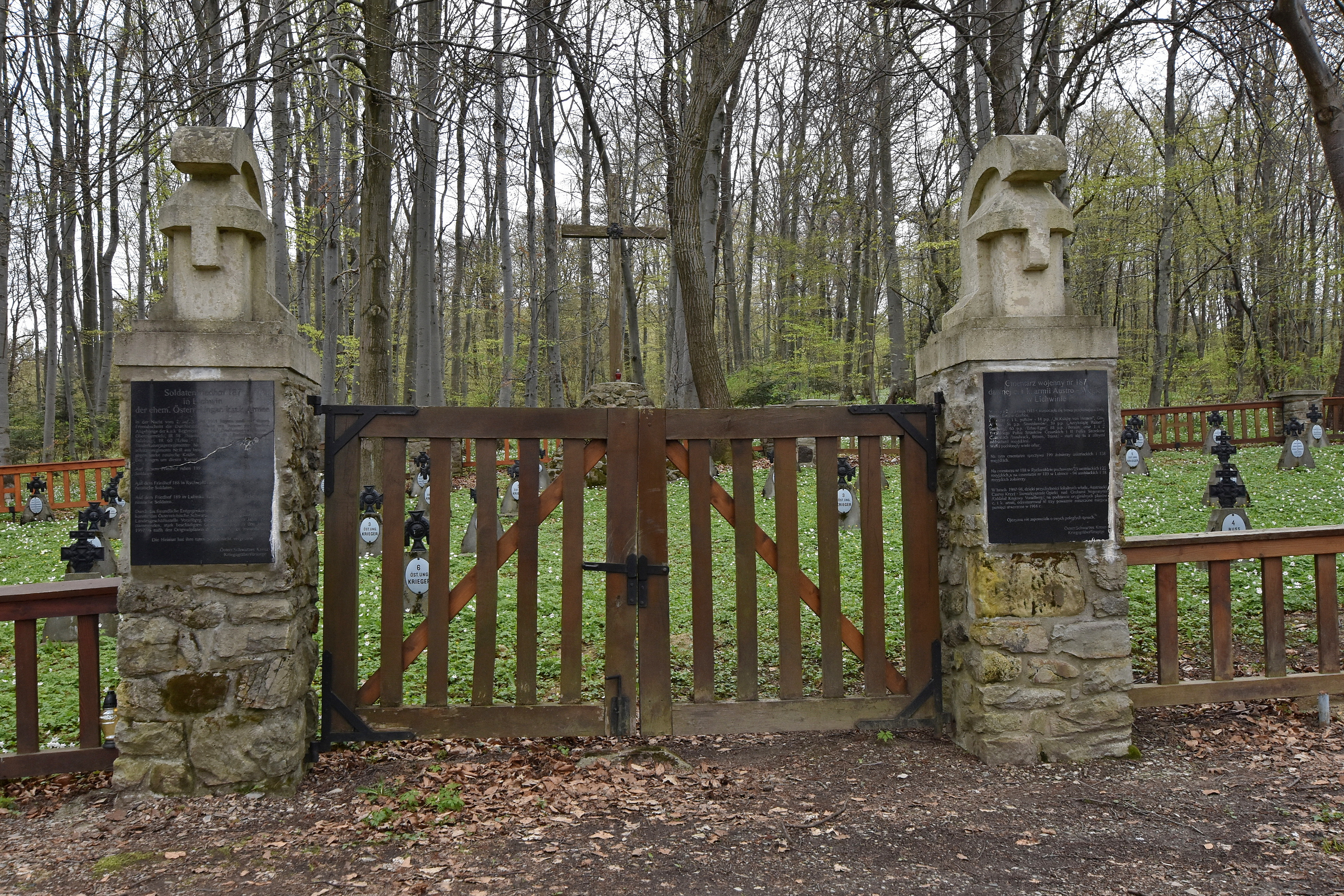
Brama wejściowa

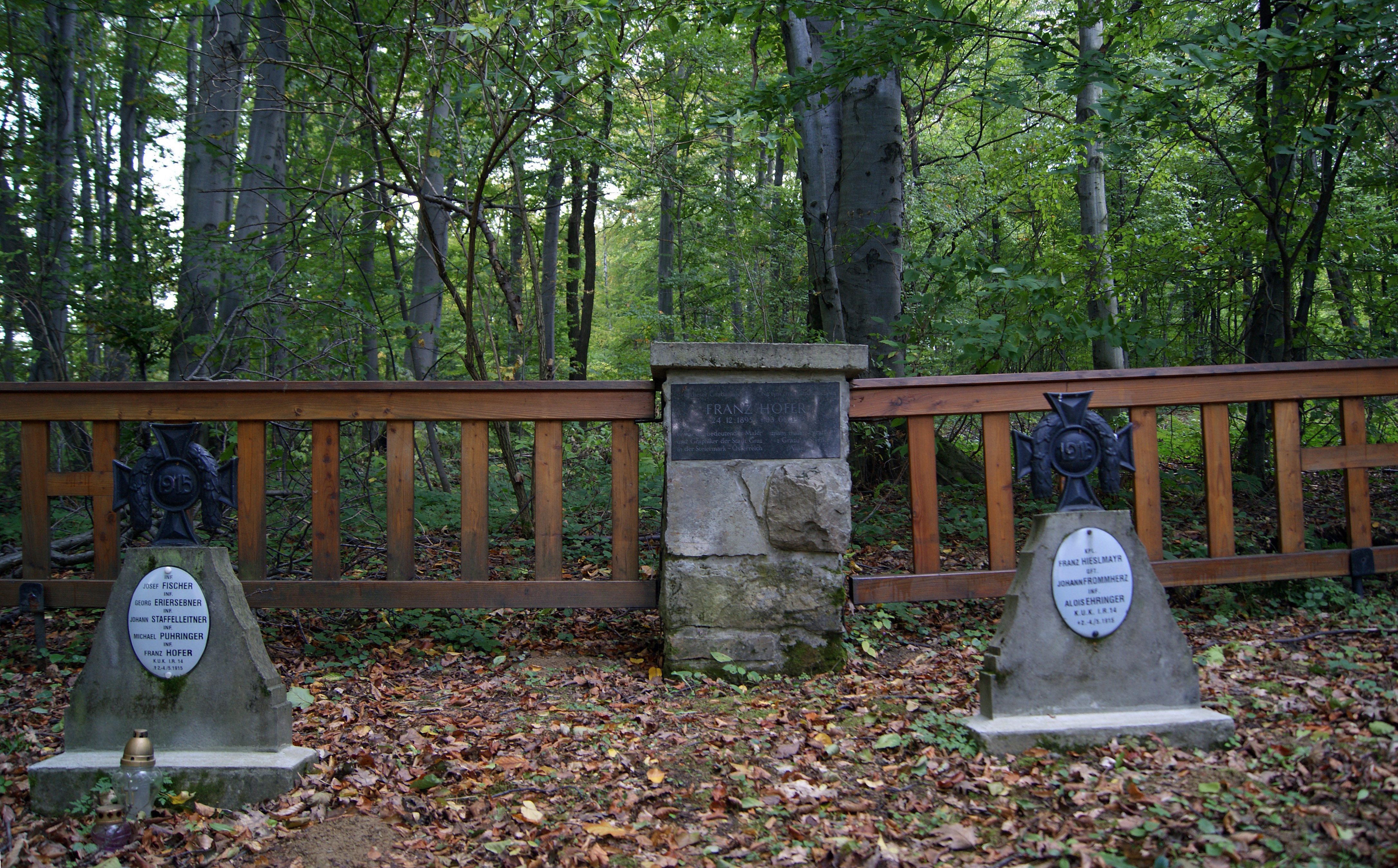
Tablica pamiątkowa i grób F. Hofera

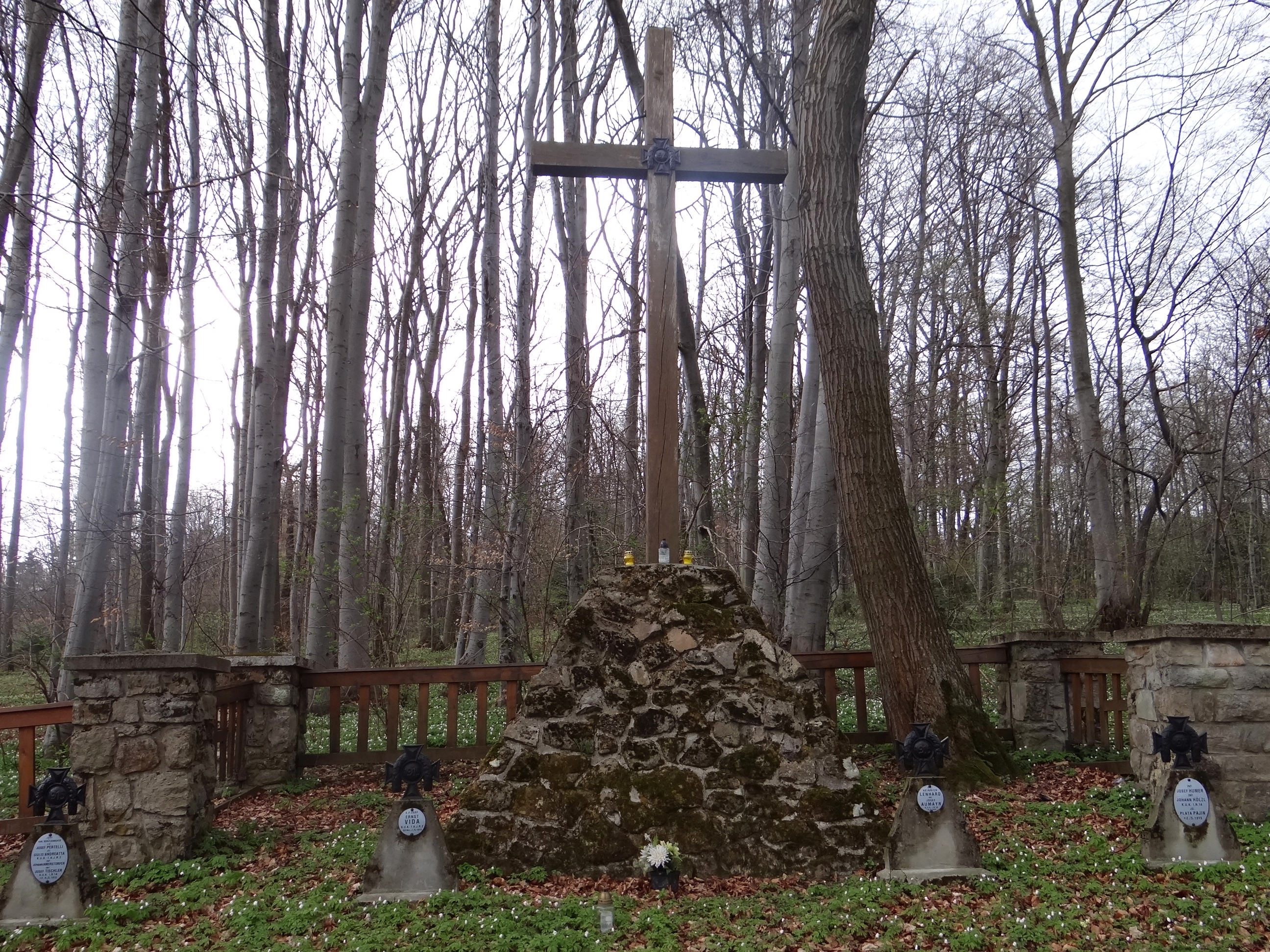
Krzyż

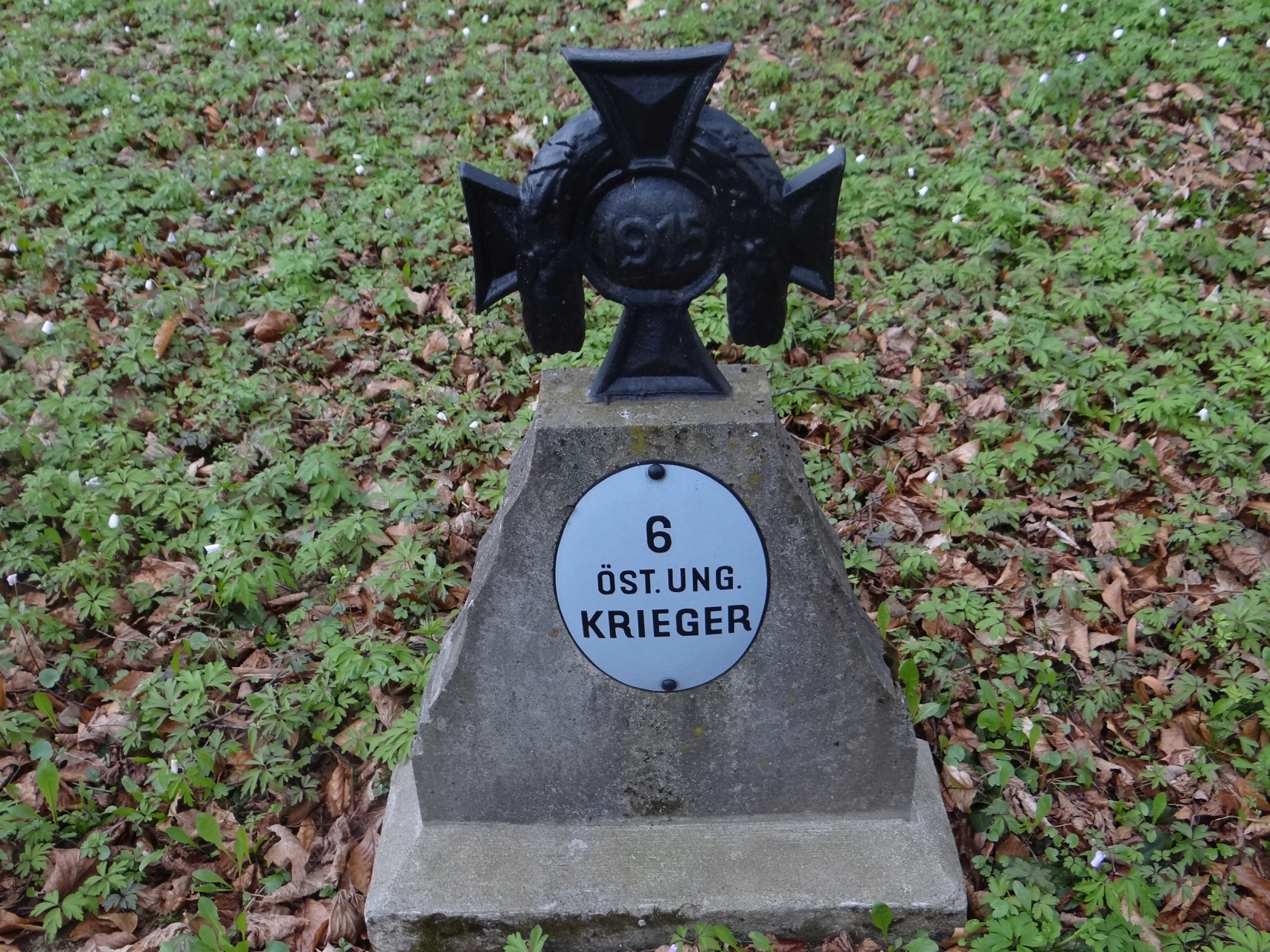
Jeden z nagrobków

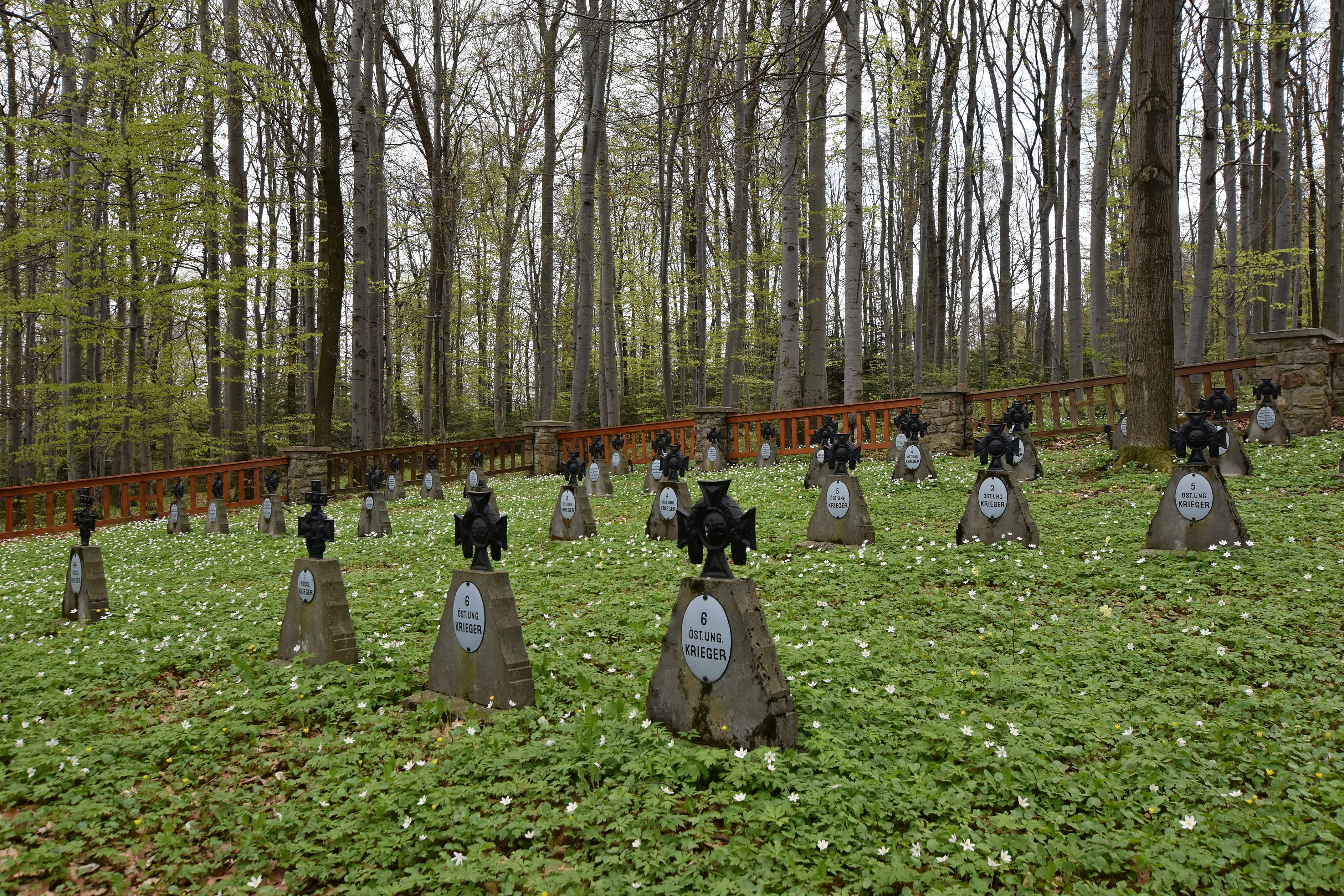
Nagrobki wczesną wiosną

## Położenie
Znajduje się na grzbiecie odbiegającym od Wału (523 m) w północnym kierunku do Lubinki (421 m). Prowadzi obok niego droga asfaltowa z Lubinki do Siemiechowa oraz dwa szlaki turystyczne: zielony i żółty. Cmentarz znajduje się jednak nie przy samej drodze, lecz w lesie, ok. 20 m od drogi i łatwo go przeoczyć, gdyż przesłaniają go drzewa (zwłaszcza w sezonie wegetacyjnym)

## Opis cmentarza
Zaprojektowany został przez Heinricha Scholza na planie prostokąta. Ogrodzenie tworzą murowane z kamienia słupki, między którymi zawieszono drewniany płot segmentowy typu balustrada. Wejście przez dwuskrzydłową drewniana bramę osadzoną na kamiennych słupkach, które zwieńczone są rzeźbami przedstawiającymi głowy w hełmach hoplity. Głównym elementem ozdobnym jest drewniany krzyż na kamiennym postumencie w kształcie piramidy. Od bramy prowadzi do niego ścieżka. Po jej obydwu stronach nagrobki żołnierzy ułożone w czterech rzędach. Są to betonowe stele zwieńczone żeliwnymi krzyżami z wieńcem laurowym i datą 1915. Są dwa rodzaje tych krzyży: jednoramienne krzyże maltańskie i dwuramienne krzyże lotaryńskie. Na stelach emaliowane tabliczki z nazwiskami poległych.

## Polegli
W 33 grobach zbiorowych i 30 pojedynczych pochowano tu 199 żołnierzy austro-węgierskich i 138 żołnierzy rosyjskich. Zginęli oni głównie 2 maja 1915 r. podczas ofensywy sprzymierzonych wojsk austro-węgierskich i niemieckich (Bitwa pod Gorlicami). Skończyła się ona zwycięstwem sprzymierzonych, którzy przełamali obronę Rosjan i odpędzili ich daleko na wschód. Zidentyfikowano 130, głównie z armii  austro-węgierskiej. Służyli oni w następujących jednostkach:
- K.u.K. I.R. 14 – 14 pułk piechoty „Wielki Książę von Hessen”, Górna Austria
- K.u.K. I.R. 59 – 59 pułk piechoty „Arcyksiążę Rainer”, Salzburg
- K.u.K. T.K.J.R. 2 – 2 Tyrolski Pułk Strzelców Cesarskich, Innsbruck, Brixen, Trient
- K.K. K.SCH.R. 2 – II Pułk Strzelców Cesarskich, Innsbruck, Brixen, Trient
- I.R. 121 – rosyjski 121 Penzeński Pułk Piechoty

Znane są nazwiska głównie żołnierzy z 14. pułku piechoty, oraz 2. pułku cesarskich strzelców tyrolskich. Swoje miejsce spoczynku ma tu m.in. austriacki grafik i malarz Franz Hofer.

## Los cmentarza
Po II wojnie światowej nie dbano o cmentarze z I wojny i ulegały one naturalnemu niszczeniu, zdarzały się również akty wandalizmu. Ten cmentarz poddano gruntownemu remontowi w latach 1997-1998 dzięki przychylności władz gminy Pleśna, Austriackiemu Czarnemu Krzyżowi – Stowarzyszenie Opieki nad Grobami Wojennymi (oddział Salzburg – Tyrol) i sekcjom tradycji pułków austro-węgierskich biorących udział w zdobyciu wzgórza. Informują o tym dwie tablice zamontowane na słupkach bramy wejściowej na cmentarz. Jedna z nich jest w języku polskim, druga niemieckim (została rozbita, prawdopodobnie rzuconym kamieniem). W 2014 r. cmentarz jest w dobrym stanie, brak tylko czterech żeliwnych krzyży na nagrobkach. Przy rekonstrukcji cmentarza wykorzystano oryginalne plany. Dzięki temu np. drewniane płotki mają oryginalną postać balustradek, podczas gdy na innych odnawianych cmentarzach zastąpiono je drewnianymi sztachetkami.